# Typhlodromus haramotoi
Typhlodromus haramotoi är en spindeldjursart som beskrevs av N. Prasad 1968. Typhlodromus haramotoi ingår i släktet Typhlodromus och familjen Phytoseiidae. Inga underarter finns listade i Catalogue of Life.